# Knoxville Speed
Die Knoxville Speed waren eine US-amerikanische Eishockeymannschaft aus Knoxville, Tennessee. Das Team spielte von 1999 bis 2002 in der United Hockey League.

## Geschichte
Das Franchise der Madison Monsters aus der United Hockey League wurde 1999 von Madison, Wisconsin, nach Knoxville, Tennessee, umgesiedelt und in Knoxville Speed umbenannt. Der größte Teil für die Knoxville Speed in den drei Jahren ihres Bestehens war das Erreichen der zweiten Runde der Playoffs um den Colonial Cup in der Saison 2000/01. Nach dem dritten Platz in der Southeast Division besiegte das Team in den Playoffs zunächst die Elmira Jackals, ehe sie in Runde zwei am späteren Finalisten Asheville Smoke mit einem Sweep in der Best-of-Five-Serie scheiterten. In den Jahren 2000 und 2002 verpassten die US-Amerikaner jeweils die Playoffs.        
Im Anschluss an die Saison 2001/02 wurde das Franchise aufgelöst.

## Saisonstatistik
Abkürzungen: GP = Spiele, W = Siege, L = Niederlagen, T = Unentschieden, OTL = Niederlagen nach Overtime SOL = Niederlagen nach Shootout, Pts = Punkte, GF = Erzielte Tore, GA = Gegentore, PIM = Strafminuten
| Saison  | GP | W  | L  | T | OTL | SOL | Pts | GF  | GA  | Platz         | Playoffs                        |
| 1999/00 | 74 | 29 | 41 | — | —   | 4   | 62  | 236 | 314 | 5., Eastern   | nicht qualifiziert              |
| 2000/01 | 74 | 39 | 31 | — | —   | 4   | 82  | 238 | 233 | 3., Southeast | Niederlage in der zweiten Runde |
| 2001/02 | 74 | 19 | 52 | — | —   | 3   | 41  | 225 | 362 | 7., Eastern   | nicht qualifiziert              |

## Team-Rekorde

### Karriererekorde
Spiele: 177  Dan Myre
Tore: 72  Dan Myre
Assists: 82  Dan Myre
Punkte: 154  Dan Myre
Strafminuten: 458  Alex Alepin

## Bekannte Spieler
- Travis Brigley
- Mike Green
- Eric Schneider
- Kostjantyn Symtschuk